# Dušan Savić
Dušan Savić (n. 1 octombrie 1985 la Niș, Iugoslavia) este un fotbalist macedonean care în România a evoluat pentru echipa FC Brașov.